# Comuna Mîhailivka, Iarmolînți
Mîhailivka (în ucraineană Михайлівка) este o comună în raionul Iarmolînți, regiunea Hmelnîțkîi, Ucraina, formată din satele Ivanivka, Korolivka, Luka, Mîhailivka (reședința), Mîkîtînți și Vîdoșnea.

## Demografie
Componența lingvistică a comunei Mîhailivka
     Ucraineană (97,06%)
     Rusă (2,21%)
     Alte limbi (0,36%)
Conform recensământului din 2001, majoritatea populației comunei Mîhailivka era vorbitoare de ucraineană (97,06%), existând în minoritate și vorbitori de rusă (2,21%).